# Laura (Ohio)
Laura is een plaats (village) in de Amerikaanse staat Ohio, en valt bestuurlijk gezien onder Miami County.

## Demografie
Bij de volkstelling in 2000 werd het aantal inwoners vastgesteld op 487.
In 2006 is het aantal inwoners door het United States Census Bureau geschat op 505, een stijging van 18 (3,7%).

## Geografie
Volgens het United States Census Bureau beslaat de plaats een oppervlakte van
0,7 km², geheel bestaande uit land. Laura ligt op ongeveer 313 m boven zeeniveau.

## Plaatsen in de nabije omgeving
De onderstaande figuur toont nabijgelegen plaatsen in een straal van 8 km rond Laura.